# Európai Parlament Modell
Az Európai Parlament Modell (MEP, angolul: Model European Parliament) egy 1994-es, holland kezdeményezésű, középiskolásoknak szánt kulturális, nem politikai, nonprofit alapítvány és program, ahol a diákok az Európai Parlament működését mutatják be szerepjáték formában. Néhány év alatt nemzetközivé nőtte ki magát. Magyarország 2002 óta vesz részt benne. Az első Nemzeti Ülést 2003-ban szervezték, ahova tíz kiválasztott iskola delegál képviselőket, mint egy-egy európai uniós tagállam. Az International Foundation Model European Parliament szervezetnek Hágában van a székhelye. A Diákok egy Felelős Társadalomért Alapítvány egyik fő feladatának tekinti a program támogatását.
Már 2004-ben nemzetközi ülést szervezhetett Magyarország. 2009-ben a szolnoki Varga Katalin Gimnázium adott otthont a regionális ülésnek.

## A nemzetközi rendszer felépítése
A MEP-nek több szintje van:
- Internacionális vagy nemzetközi (minden tagállam)
- Regionális (például balti)
- Nemzeti (például magyar)

Hollandiában ezen kívül létezik egy, a Nemzeti Ülésre válogatásként szolgáló tartományi szint is. Ott az iskolák többsége részt vesz a programban. Az ülések minden szinten jellemzően egy hétig tartanak.

## Nemzetközi ülések
| A nemzetközi MEP-ülések helyei: | A nemzetközi MEP-ülések helyei:                      | A nemzetközi MEP-ülések helyei:                      |
| Év                              | Ország                                               | Város(ok)                                            |
| ------------------------------- | ---------------------------------------------------- | ---------------------------------------------------- |
| 1994                            | Hollandia                                            | Hága / Maastricht                                    |
| 1995                            | Hollandia                                            | Hága                                                 |
| 1996                            | Franciaország                                        | Párizs                                               |
| 1996                            | Írország                                             | Dublin                                               |
| 1997                            | Egyesült Királyság                                   | Stowe / Oxford                                       |
| 1997                            | Olaszország                                          | Capri / Bologna                                      |
| 1998                            | Svédország                                           | Stockholm                                            |
| 1998                            | Spanyolország                                        | Madrid                                               |
| 1999                            | Németország                                          | Bonn                                                 |
| 1999                            | Luxemburg                                            | Luxembourg                                           |
| 2000                            | Portugália                                           | Lisszabon                                            |
| 2000                            | Ausztria                                             | Bécs                                                 |
| 2001                            | Dánia                                                | Koppenhága                                           |
| 2001                            | Hollandia                                            | Rotterdam                                            |
| 2002                            | Szlovénia                                            | Ljubljana                                            |
| 2002                            | Írország                                             | Dublin                                               |
| 2003                            | Finnország                                           | Helsinki                                             |
| 2003                            | Görögország                                          | Athén                                                |
| 2004                            | Lengyelország                                        | Varsó                                                |
| 2004                            | Luxemburg                                            | Luxembourg                                           |
| 2004                            | Magyarország                                         | Budapest                                             |
| 2005                            | Hollandia                                            | Hága                                                 |
| 2005                            | Spanyolország                                        | Madrid                                               |
| 2006                            | Litvánia                                             | Vilnius                                              |
| 2006                            | Szlovénia                                            | Ljutomer / Ljubljana                                 |
| 2007                            | Bulgária                                             | Szófia                                               |
| 2007                            | Olaszország                                          | Róma                                                 |
| 2008                            | Svédország                                           | Stockholm                                            |
| 2008                            | Szlovákia                                            | Pozsony                                              |
| 2009                            | Ciprus                                               | Nicosia                                              |
| 2009                            | Németország                                          | Bonn                                                 |
| 2010                            | Hollandia                                            | Hága                                                 |
| 2010                            | Törökország                                          | Isztambul                                            |
| 2011                            | Észtország                                           | Tallinn                                              |
| 2011                            | Észak-Macedónia                                      | Szkopje                                              |
| 2012                            | Szlovénia                                            | Ljutomer / Ljubljana                                 |
| 2012                            | Spanyolország                                        | Madrid                                               |
| 2013                            | Egyesült Királyság                                   | Norwich                                              |
| 2013                            | Litvánia                                             | Vilnius                                              |
| 2014                            | Ausztria                                             | Bécs                                                 |
| 2014                            | Luxemburg                                            | Luxembourg                                           |
| 2015                            | Olaszország                                          | Nápoly                                               |
| 2015                            | Németország                                          | Berlin                                               |
| 2016                            | Magyarország                                         | Budapest                                             |
| 2016                            | Dánia                                                | Koppenhága                                           |
| 2017                            | Hollandia                                            | Maastricht / Arnhem                                  |
| 2017                            | Finnország                                           | Helsinki                                             |
| 2018                            | Észtország                                           | Tallinn                                              |
| 2018                            | Spanyolország                                        | Toledo / Madrid                                      |
| 2019                            | Franciaország                                        | Párizs / Strasbourg                                  |
| 2019                            | Málta                                                | La Valletta                                          |
| 2020                            | A koronavírus járvány miatt a tavaszi ülés elmaradt. | A koronavírus járvány miatt a tavaszi ülés elmaradt. |
| 2020                            | Svédország                                           | Stockholm                                            |

Az ülések munkanyelve az angol. Minden politikai témának van egy aktuális fókusza, melyet tanulmányoznak és megvitatnak a tíz bizottságban. Bizottsági elnököknek korábbi MEP-delegáltakat választanak ki, valamint a plenáris elnökét és két alelnökét is kijelölik. A közgyűlésen bemutatják a határozatokat, megvitatják őket, majd továbbengedik vagy visszautasítják. Az ülésekre minden tagállam 5-5 delegáltat küldhet.

## Euroregionális ülések
Az Európai Parlament Modellnek négy hivatalos regionális változata létezik: a balti-tengeri, a nyugat-európai, a közép- és délkelet-európai és a mediterrán.
| Balti-tengeri (MEP BSR) | Balti-tengeri (MEP BSR) | Balti-tengeri (MEP BSR) | Nyugat-európai (MEP WER)                                                                                                | Nyugat-európai (MEP WER)                                                                                                | Nyugat-európai (MEP WER)                                                                                                |
| --- | --- | --- | --- | --- | --- |
| Észtország, Dánia, Izland, Finnország, Németország, Lettország, Litvánia, Lengyelország, Norvégia, Oroszország és Svédország                                   | Észtország, Dánia, Izland, Finnország, Németország, Lettország, Litvánia, Lengyelország, Norvégia, Oroszország és Svédország                                   | Észtország, Dánia, Izland, Finnország, Németország, Lettország, Litvánia, Lengyelország, Norvégia, Oroszország és Svédország                                   | Hollandia, Belgium, Írország, Egyesült Királyság, Luxemburg, Németország és Franciaország                               | Hollandia, Belgium, Írország, Egyesült Királyság, Luxemburg, Németország és Franciaország                               | Hollandia, Belgium, Írország, Egyesült Királyság, Luxemburg, Németország és Franciaország                               |
| 2005 | Dánia | Koppenhága | | | |
| 2006 | Észtország | Tallinn | | | |
| 2006 | Németország | Bréma | | | |
| 2007 | Dánia/ Svédország | Øresund régió | | | |
| 2007 | Lettország | Riga | | | |
| 2008 | Finnország | Helsinki | | | |
| 2008 | Oroszország | Szentpétervár | | | |
| 2009 | Lengyelország | Toruń | | | |
| 2009 | Dánia | Koppenhága | | | |
| 2010 | Svédország | Stockholm | | | |
| 2010 | Oroszország | Kalinyingrád | | | |
| 2011 | Litvánia | Vilnius | | | |
| 2011 | Lengyelország | Gdańsk/Gdynia | | | |
| 2012 | Dánia | Koppenhága | | | |
| 2012 | Németország | Lipcse | | | |
| 2013 | Izland | Izland | | | |
| 2013 | Belgium | Brugge/Blankenberge | | | |
| 2014 | Észtország | Tartu | | | |
| 2014 | Svédország | Stockholm | | | |
| 2015 | Finnország | Helsinki, Helsinki Egyetem | | | |
| 2015 | Norvégia | Oslo/Nesbru | | | |
| Közép- és délkelet-európai (MEP CSEE) | Közép- és délkelet-európai (MEP CSEE) | Közép- és délkelet-európai (MEP CSEE) | Mediterrán (MEP Med) | Mediterrán (MEP Med) | Mediterrán (MEP Med) |
| Ausztria, Szlovénia, Csehország, Németország, Szlovákia, Magyarország, Románia, Bulgária, Észak-Macedónia, Szerbia, Moldova, Bosznia-Hercegovina és Montenegró | Ausztria, Szlovénia, Csehország, Németország, Szlovákia, Magyarország, Románia, Bulgária, Észak-Macedónia, Szerbia, Moldova, Bosznia-Hercegovina és Montenegró | Ausztria, Szlovénia, Csehország, Németország, Szlovákia, Magyarország, Románia, Bulgária, Észak-Macedónia, Szerbia, Moldova, Bosznia-Hercegovina és Montenegró | Olaszország, Horvátország, Albánia, Görögország, Spanyolország, Portugália, Málta, Ciprus, Franciaország és Törökország | Olaszország, Horvátország, Albánia, Görögország, Spanyolország, Portugália, Málta, Ciprus, Franciaország és Törökország | Olaszország, Horvátország, Albánia, Görögország, Spanyolország, Portugália, Málta, Ciprus, Franciaország és Törökország |
| 2015 | Románia | Bukarest | | | |

## Magyar Nemzeti Ülések
Az első Magyar Nemzeti Ülésre 2003-ban került sor az ELTE Trefort Ágoston Gyakorlóiskola koordinátorsága alatt. A következő évben a szolnoki Varga Katalin Gimnázium vette át a megrendezés feladatát, és azóta minden évben a tíz iskola közül más-más kapja meg a kitüntető tisztséget.
| Ülés  | Év   | Város                   | Fogadó iskola                         |
| ----- | ---- | ----------------------- | ------------------------------------- |
| I.    | 2003 | Budapest                | ELTE Trefort Ágoston Gyakorlóiskola   |
| II.   | 2004 | Szolnok                 | Varga Katalin Gimnázium               |
| III.  | 2005 | Győr                    | Kazinczy Ferenc Gimnázium             |
| IV.   | 2006 | Szentendre              | Ferences Gimnázium                    |
| V.    | 2007 | Miskolc                 | Földes Ferenc Gimnázium               |
| VI.   | 2008 | Budapest                | Thomas Mann Gymnasium                 |
| VI.   | 2008 | Budapest                | Budai Ciszterci Szent Imre Gimnázium  |
| VI.   | 2008 | Budapest                | ELTE Trefort Ágoston Gyakorlóiskola   |
| VII.  | 2009 | Szeged                  | SZTE Ságvári Endre Gyakorló Gimnázium |
| VIII. | 2010 | Pécs Pécs2010 részeként | Leőwey Klára Gimnázium                |
| IX.   | 2011 | Székesfehérvár          | Teleki Blanka Gimnázium               |
| X.    | 2012 | Budapest                | ELTE Trefort Ágoston Gyakorlóiskola   |
| XI.   | 2013 | Győr                    | Kazinczy Ferenc Gimnázium             |
| XII.  | 2014 | Szentendre              | Ferences Gimnázium                    |
| XIII. | 2015 | Miskolc                 | Földes Ferenc Gimnázium               |
| XIV.  | 2016 | Szolnok                 | Varga Katalin Gimnázium               |

Minden iskola 10-10 képviselőt delegálhat; egyet-egyet mind a tíz bizottságba. A delegáció vezetője a tíz képviselő egyike. Ezen felül a középiskolák küldenek egy-egy bizottsági elnököt is. A plenáris elnöke a mindenkori koordinátor-, azaz fogadóiskola addig legjobban szereplő diákja. A két alelnököt a többi iskola legjobbjaiból választják ki.

### Ülések menete
A magyar Nemzeti Ülések rendes menete:
- Csapatépítés* (fél nap)
- Megnyitó ünnepség* (fél nap)
- Bizottsági ülések (másfél-két nap)
- Delegációk megbeszélése (fél nap)
- Lobbi (fél nap)
- Plenáris ülés (két nap)

* felcserélődhetnek

### Részt vevő iskolák
| Iskola                                      | Város          | Képviselt országok                                                                                                |
| ------------------------------------------- | -------------- | --- |
| Budai Ciszterci Szent Imre Gimnázium        | Budapest       | Lengyelország (2003–?) · Írország · Egyesült Királyság                                                            |
| ELTE Trefort Ágoston Gyakorlóiskola         | Budapest       | Ausztria (2003–?) · Lengyelország (?–2007) · Észtország (2008) · Magyarország (2009–2010) · Lengyelország (2011–) |
| Szentendrei Ferences Gimnázium              | Szentendre     | Magyarország (2003–2005) · Írország (2006–)                                                                       |
| Földes Ferenc Gimnázium                     | Miskolc        | Finnország (2003–)                                                                                                |
| Kazinczy Ferenc Gimnázium                   | Győr           | Franciaország (2003–)                                                                                             |
| Audi Hungaria Iskola                        | Győr           | Olaszország (2014–)                                                                                               |
| SZTE Ságvári Endre Gyakorló Gimnázium       | Szeged         | Olaszország (2003–2008) · Csehország (2009) · Görögország (2010–)                                                 |
| Thomas Mann Gimnázium – Deutsche Schule     | Budapest       | Németország (2003–)                                                                                               |
| Teleki Blanka Gimnázium és Általános Iskola | Székesfehérvár | Egyesült Királyság (2003–?) · Magyarország (?–2008) · Románia (2009–2010) · Magyarország (2011) · Ausztria (2012) |
| Varga Katalin Gimnázium                     | Szolnok        | Hollandia (2003–)                                                                                                 |

## Hasonló programok

### Model European Communities Project
Létezik még egy, hasonló rendszerű, de a fenti, Magyarországon is működő programtól különálló projekt, a MECP, melyen rendszerint a 13 Schola Europea (Európai iskolák) vesz részt, és képviseli mind a 25 tagállamot. Két részből áll:
- Model European Council (Európai Tanács Modell, MEC)

Eredetileg ez a program csak a MEC-ből állt. Néhány tanuló az újságírók bőrébe bújva vesz részt a szimulációban.
- Model European Parliament (Európai Parlament Modell, MEP)

Rendszere és felépítése lényegében egyezik a holland kezdeményezésű MEP-pel, de itt pártokba is rendeződnek a tanulók és a szerepjáték során nem csak országuk érdekeit, hanem pártjuk nézeteit is képviselniük kell.

### Európai Ifjúsági Parlament
A 16-22 éves korosztályt célzó EIP (angolul: European Youth Parliament, EYP) I. Magyar Nemzeti Ülésére 2007. november 21. és 24. között került sor. Ez is a MEP-hez hasonló felépítéssel bír, de a rövidebb időtartam miatt kötetlenebb formában, valamint az EIP esetében a nemzeti munkanyelv is az angol.

### Magyar MEP-es oldalak
- Európai Parlament Modell – MEP Hungary hivatalos oldala
- MEP 2014 Szentendre hivatalos oldala – a MEP XII. Nemzeti Ülésének Facebook-oldala
- VI. Nemzeti Ülés hivatalos oldala – Hírek, leírás, korábbi határozati javaslatok, további hivatkozások
- Videók a VI. Nemzeti Ülésről a YouTube-on
  - 3 perces
  - 8 perces
- Európai Parlament Modell a Diákok egy Felelős Társadalomért Alapítvány oldalán

### Nemzeti MEP-ek
- MEP Nederland – a holland MEP hivatalos oldala (hollandul)
- MEP.de – MEP Deutsches Komittee Archiválva 2009. április 15-i dátummal a Wayback Machine-ben – a német MEP hivatalos oldala (németül)
- MEP Italia – az olasz MEP hivatalos oldala (olaszul)
- Modelo de Parlamento Europeo – a spanyol MEP hivatalos oldala (spanyolul)
- MEP Austria – osztrák MEP hivatalos oldala (angolul) (németül)